# Мусульманське завоювання Єгипту
Арабське завоювання Єгипту — військова операція арабської ісламської армії проти сил Візантійської імперії в Єгипті, що почалася наприкінці 639 чи початку 640 року та завершилася наприкінці 641 року завоюванням великої і густонаселеної країни.
Джерела того часу дають загальне уявлення про завоювання, але є сумнівними й не чіткими в деталях. Невеликий, усього з 3500-4000 вояків, загін ісламського полководця Амра ібн аль Аса вторгнувся в Єгипет із Палестини. Пізніше до них приєдналося ще близько 12 тисяч вояків під командуванням Зубайра ібн аль-Авама, але загальне керування й надалі здійснював Амр ібн аль Ас. Армія швидко рухалися від східних кордонів Єгипту в південно-західному напрямі, вздовж пустелі, з метою захопити фортецю Вавилон (старий Каїр). Коли це вдалося, війська рушили на північ і взяли в облогу столицю Александрію. У листопаді 641 року Александрія здалася з зобов'язанням візантійців звільнити її до вересня 642 року
Загін вторгнення складався з представників різноманітних культур, зокрема осілих арабів Північного Хіджазу та Ємену, кочових бедуїнів, навернених до ісламу християн і юдеїв, солдат римського походження з захоплених напередодні Сирії та Палестини, персів, рабів-християн Синаю.

## Оподаткування під мусульманським керуванням
Ті хто відмовився прийняти іслам оподатковувались у вигляді грошей і їжі на користь військ загарбників і, за це, платникам податків не були треба служити у війську і їм дозволялось вільно практикувати їхню релігію і впорядковувати свої справи.[джерело?]
Іоанн Нікіуський, коптський єпископ, написав літопис, який надає одне з небагатьох немусульманських свідчень цього захоплення написаних місцевим мешканцем, який також був майже сучасником подій. Він пише про мусульманське правління: "І ярмо, яке вони поклали на єгиптян було важче ярма, яке було покладено на Ізраїль фараоном.... Коли світло господнього суду впаде на мусульман, нехай він зробить з ними те, що він зробив з фараоном!". Він писав, що після завоювання податки для християн були підвищені «до розміру 22 злитків золота поки всі люди не сховались через великий гніт і не могли знайти чим заплатити.» Пишучи про оподаткування людей в саме Александрії, він зауважує:
І жоден не міг перерахувати плачі і ридання, які відбувались у місті: вони навіть віддавали їхніх дітей в обмін на великі суми, які вони мусили платити щомісяця. І не було нікого, щоб допомогти їм, і Бог знищив їхні надії, і віддав християн на поталу їхнім ворогам.
Про Амр ібн аль-Аса Іоанн Нікіуський писав: «Він любив гроші»; «він вдвічі підвищив податки для селян»; «він вчинив чисельні насильницькі дії»; «він не мав жалю до єгиптян і не дотримувався угоди, яку вони уклали, бо він був варварської раси»; і «він погрожував смертю будь-якому копту, який приховав скарб.»